# یوهان نپوموک هومل
یوهان نِپوموک هومِل (به آلمانی: Johann Nepomuk Hummel)‏ (زادهٔ ۱۴ نوامبر ۱۷۷۸ - درگذشتهٔ ۱۷ اکتبر ۱۸۳۷) آهنگساز، رهبر ارکستر، و نوازندهٔ پیانو اهل اتریش بود. سبک موسیقی هومل منعکس‌کنندهٔ دوران انتقالیِ موسیقی کلاسیک به رومانتیک است.